# Progressione del record mondiale dei 10000 metri piani maschili

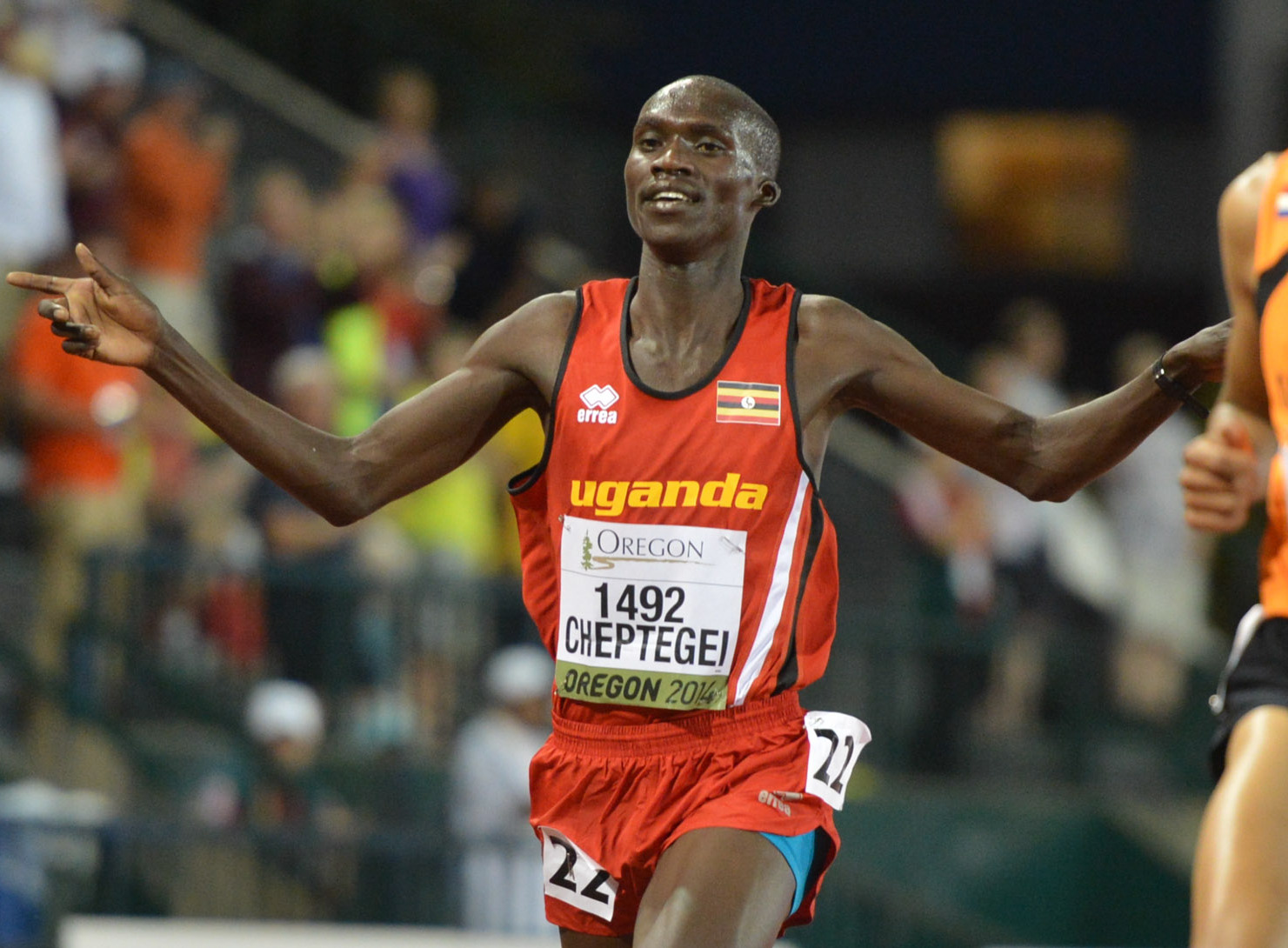
Joshua Cheptegei, detentore del record mondiale della specialità

La voce seguente illustra la progressione del record mondiale dei 10000 metri piani maschili di atletica leggera.
Il primo record mondiale maschile venne riconosciuto dalla federazione internazionale di atletica leggera nel 1912, quando venne ratificato il primato del francese Jean Bouin stabilito l'anno precedente in 30'58"8. Il primo atleta capace di scendere sotto i 30 minuti è stato il finlandese Taisto Mäki, con il tempo di 29'52"6 datato 1939. Ad oggi, la World Athletics ha ratificato ufficialmente 38 record mondiali di specialità.

## Progressione
| Tempo     | Atleta             | Nazione                             | Luogo                          | Data              | Note  |
| --------- | ------------------ | ----------------------------------- | ------------------------------ | ----------------- | ----- |
| 30'58"8 m | Jean Bouin         | Francia                             | Colombes, Francia              | 16 novembre 1911  |       |
| 30'40"2 m | Paavo Nurmi        | Finlandia                           | Stoccolma, Svezia              | 22 giugno 1921    |       |
| 30'35"4 m | Ville Ritola       | Finlandia                           | Helsinki, Finlandia            | 25 maggio 1924    |       |
| 30'23"2 m | Ville Ritola       | Finlandia                           | Colombes, Francia              | 6 luglio 1924     |       |
| 30'06"2 m | Paavo Nurmi        | Finlandia                           | Kuopio, Finlandia              | 31 agosto 1924    |       |
| 30'05"6 m | Ilmari Salminen    | Finlandia                           | Kouvola, Finlandia             | 18 luglio 1937    |       |
| 30'02"0 m | Taisto Mäki        | Finlandia                           | Tampere, Finlandia             | 29 settembre 1938 |       |
| 29'52"6 m | Taisto Mäki        | Finlandia                           | Helsinki, Finlandia            | 17 settembre 1939 |       |
| 29'35"4 m | Viljo Heino        | Finlandia                           | Helsinki, Finlandia            | 25 agosto 1944    |       |
| 29'28"2 m | Emil Zátopek       | Cecoslovacchia                      | Ostrava, Cecoslovacchia        | 11 giugno 1949    |       |
| 29'27"2 m | Viljo Heino        | Finlandia                           | Kokkola, Finlandia             | 1º settembre 1949 |       |
| 29'21"2 m | Emil Zátopek       | Cecoslovacchia                      | Ostrava, Cecoslovacchia        | 22 ottobre 1949   |       |
| 29'02"6 m | Emil Zátopek       | Cecoslovacchia                      | Turku, Finlandia               | 4 agosto 1950     |       |
| 29'01"6 m | Emil Zátopek       | Cecoslovacchia                      | Stará Boleslav, Cecoslovacchia | 1º novembre 1953  |       |
| 28'54"2 m | Emil Zátopek       | Cecoslovacchia                      | Bruxelles, Belgio              | 1º giugno 1954    |       |
| 28'42"8 m | Sándor Iharos      | Ungheria                            | Budapest, Ungheria             | 15 luglio 1956    |       |
| 28'30"4 m | Vladimir Kuc       | Unione Sovietica                    | Mosca, Unione Sovietica        | 11 settembre 1956 |       |
| 28'18"8 m | Pëtr Bolotnikov    | Unione Sovietica                    | Kiev, Unione Sovietica         | 15 ottobre 1960   |       |
| 28'18"2 m | Pëtr Bolotnikov    | Unione Sovietica                    | Mosca, Unione Sovietica        | 11 agosto 1962    |       |
| 28'15"6 m | Ron Clarke         | Australia                           | Melbourne, Australia           | 18 dicembre 1963  |       |
| 27'39"4 m | Ron Clarke         | Australia                           | Oslo, Norvegia                 | 14 luglio 1965    | [ 2 ] |
| 27'38"4 m | Lasse Virén        | Finlandia                           | Monaco, Germania Ovest         | 3 settembre 1972  | [ 3 ] |
| 27'30"8 m | David Bedford      | Regno Unito                         | Londra, Regno Unito            | 13 luglio 1973    | [ 4 ] |
| 27'30"5 m | Samson Kimobwa     | Kenya                               | Helsinki, Finlandia            | 30 giugno 1977    | [ 5 ] |
| 27'22"4 m | Henry Rono         | Kenya                               | Vienna, Austria                | 11 giugno 1978    | [ 6 ] |
| 27'13"81  | Fernando Mamede    | Portogallo                          | Stoccolma, Svezia              | 2 luglio 1984     |       |
| 27'08"23  | Arturo Barrios     | Messico                             | Berlino Ovest, Germania Ovest  | 18 agosto 1989    |       |
| 27'07"91  | Richard Chelimo    | Kenya                               | Stoccolma, Svezia              | 5 luglio 1993     |       |
| 26'58"38  | Yobes Ondieki      | Kenya                               | Oslo, Norvegia                 | 10 luglio 1993    |       |
| 26'52"23  | William Sigei      | Kenya                               | Oslo, Norvegia                 | 22 luglio 1994    |       |
| 26'43"53  | Haile Gebrselassie | Governo di transizione dell'Etiopia | Hengelo, Paesi Bassi           | 5 giugno 1995     |       |
| 26'38"08  | Salah Hissou       | Marocco                             | Bruxelles, Belgio              | 23 agosto 1996    |       |
| 26'31"32  | Haile Gebrselassie | Etiopia                             | Oslo, Norvegia                 | 4 agosto 1997     |       |
| 26'27"85  | Paul Tergat        | Kenya                               | Bruxelles, Belgio              | 22 agosto 1997    |       |
| 26'22"75  | Haile Gebrselassie | Etiopia                             | Hengelo, Paesi Bassi           | 1º giugno 1998    |       |
| 26'20"31  | Kenenisa Bekele    | Etiopia                             | Ostrava, Repubblica Ceca       | 8 giugno 2004     |       |
| 26'17"53  | Kenenisa Bekele    | Etiopia                             | Bruxelles, Belgio              | 26 agosto 2005    |       |
| 26'11"00  | Joshua Cheptegei   | Uganda                              | Valencia, Spagna               | 7 ottobre 2020    |       |